# Baie de Caraquet
Pour les articles homonymes, voir Caraquet (homonymie).

La baie de Caraquet et les municipalités riveraines.

La baie de Caraquet est située au nord-est de la province canadienne du Nouveau-Brunswick. Elle est bordée au sud par la ville de Caraquet et le village de Bertrand, à l'ouest par la paroisse de New Bandon, au nord par le village de Maisonnette et au nord-est par la Baie des Chaleurs. L'Île de Caraquet est située entre les deux baies. Il y a quelques plages au bord de la baie, on y élève des huitres, pratique des sports nautiques et il y a le port de Caraquet.
Il y a deux théories expliquant l'origine de son nom. Caraquet est soit un mot en langue micmaque qui signifie « la rencontre de deux rivières », soit il provient d'un type de bateau, la caraque. Le gouverneur Nicolas Denys est le premier à faire mention de Caraquet, en 1672.